# Xã Big Spring, Quận Seneca, Ohio
Xã Big Spring (tiếng Anh: Big Spring Township) là một xã thuộc quận Seneca, tiểu bang Ohio, Hoa Kỳ. Năm 2010, dân số của xã này là 1.769 người.